# 莫干山230号
莫干山230号原为伊文思住宅，位於浙江省湖州市德清縣莫干山景區境內。
莫干山230号建于1920年代，业主为来华的美国传教士伊文思（Evans），位于塘栖路，带有尖券窗。1934年出售给中国人陈来卿。
2006年5月，莫干山230号作为莫干山別墅群的一部分，被國務院列為第六批全國重點文物保護單位。

## 外部連結
- 莫干山